# Bonifay
Bonifay – miasto w Stanach Zjednoczonych, w stanie Floryda, siedziba administracyjna hrabstwa Holmes.